# Questa estate strana
Questa estate strana è un singolo del gruppo musicale italiano Zero Assoluto, pubblicato il 22 aprile 2011 come primo estratto dal quarto album in studio Perdermi.

## Descrizione
Il brano è stato reso disponibile per il download digitale e per la rotazione radiofonica italiana a partire dal 22 aprile 2011, dopo essere stato annunciato dal duo sulla loro pagina Facebook attraverso un filmato intitolato Quelli dell'estate strana. Nel breve filmato, girato con un videofonino, Matteo Maffucci e Thomas De Gasperi giocano una scheda del superenalotto, scegliendo come numeri fortunati alcune date dei loro impegni futuri: il 22 aprile (data di uscita del singolo), il 30 aprile (inizio del nuovo tour) ed il 31 maggio (uscita dell'album).
Gli Zero Assoluto hanno presentato il brano dal vivo per la prima volta a Firenze in occasione dei TRL Award il 20 aprile 2011.
A differenza dei loro brani precedenti, Questa estate strana abbraccia un sound synthpop stile anni ottanta, al posto dell'usuale sound pop del duo romano. Inusuale è anche la durata del brano, di pochi secondi superiore ai due minuti, come molti singoli degli anni sessanta.

## Tracce
Digital Download
1. Questa estate strana - 2:17

## Classifiche
| Classifica (2011) | Posizione massima |
| ----------------- | ----------------- |
| Italia            | 19                |